# Wimereux Communal Cemetery
Pour un article plus général, voir Sites funéraires et mémoriels de la Première Guerre mondiale (Front Ouest).
Le Wimereux Communal Cemetery est un cimetière situé à Wimereux dans le département français du Pas-de-Calais. Géré par la Commonwealth War Graves Commission, ce cimetière contient la sépulture de 3038 combattants des première et seconde guerres mondiales.

## Histoire et description
Conçu par l'architecte britannique Charles Holden, le Wimereux Communal Cemetery est un cimetière géré par la CWGC de France. Il contient les restes de 2847 soldats du Commonwealth de la Première Guerre mondiale, 14 de la Deuxième Guerre mondiale. Le cimetière contient également les tombes de 170 soldats allemands et de 5 soldats français.
En septembre 2023, le cimetière fait partie des 139 sites mémoriels et funéraires de la Première Guerre mondiale inscrits au patrimoine mondial lors de la 45e session du Comité du patrimoine mondial.

## Pour approfondir